# București Basarab
București Basarab (rum. Gara București Basarab) – stacja kolejowa w Bukareszcie, w Rumunii, położona w pobliżu Gara de Nord. Stacja jest obsługiwana przez pociągi CFR Călători (CFR). Zbudowana w 1959 roku, jest ona wykorzystywana wyłącznie na krótkich trasach lokalnych pociągów do Braszowa, Roșiori de Vede, Pitești, Ploeszti, Târgoviște, Buzău i Gaești i jest powszechnie uważana jako część Gara de Nord, która znajduje się w bliskim sąsiedztwie. Stacja Basarab jest połączona z siecią metra (Basarab) linii M1 i M4.
Przy stacji znajduje się również pętla tramwajowa, oraz przystanki tramwajowe i autobusowe, zlokalizowane na nowym wiadukcie.

## Linie kolejowe
- Bukareszt – Oradea
- Bukareszt – Mangalia
- Bukareszt – Krajowa